# Lloyd’s Register of Shipping

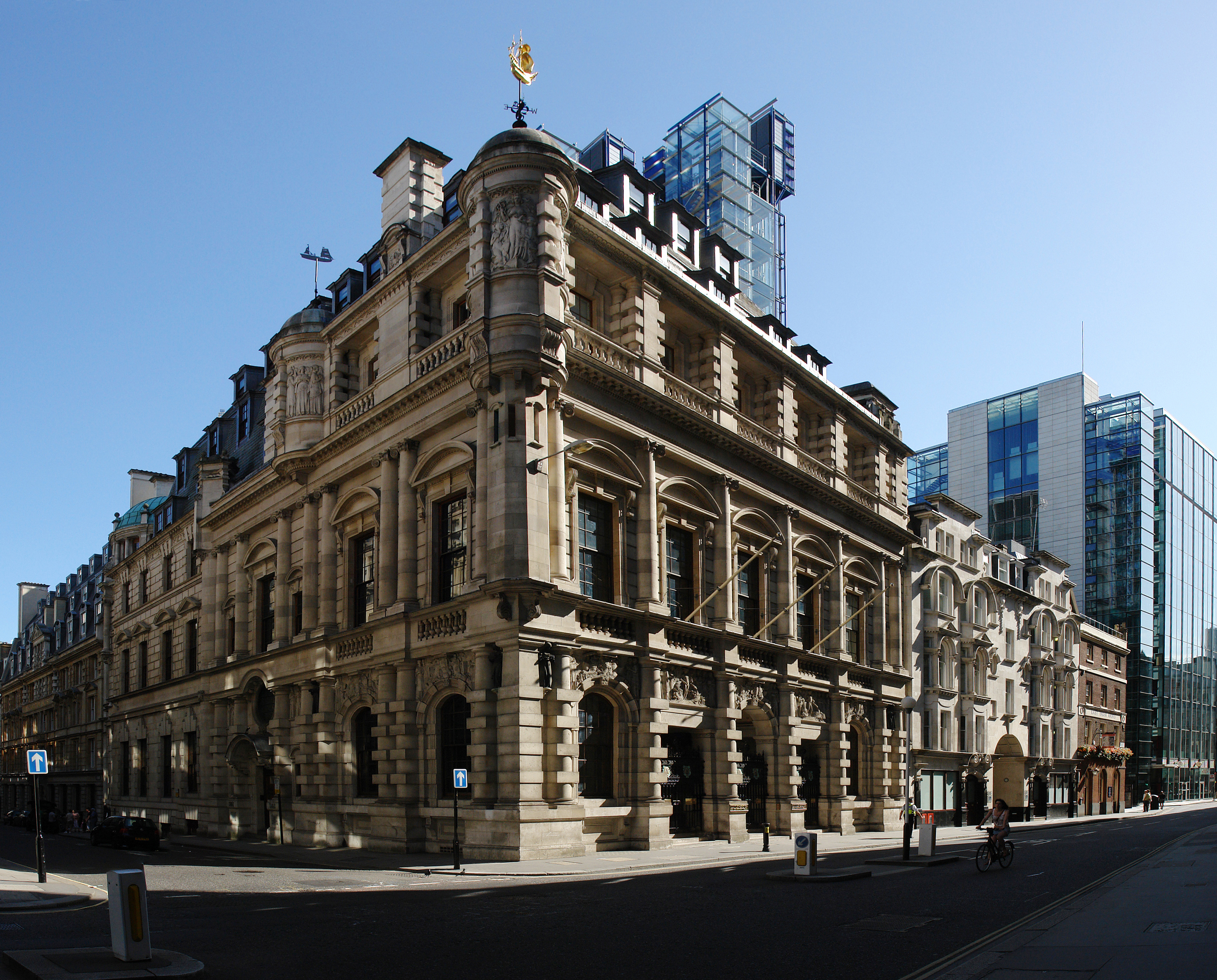
Siedziba Lloyd’s Register of Shipping, przy Fenchurch Street w Londynie

Lloyd’s Register of Shipping (LR, Rejestr Lloyda) – brytyjskie towarzystwo klasyfikacyjne z siedzibą w Londynie; najstarsze i jedno z trzech największych w świecie.
Początki jego działalności sięgają końca XVII w. i uznaje się za nie publikowanie od 1696 roku przez Edwarda Lloyda biuletynu „Lloyd’s List”. Jednak dopiero od 1760 roku rozpoczęła działalność grupa szesnastu inspektorów, których zadaniem było dokonywanie przeglądów statków, ocena ich stanu technicznego i prowadzenie rejestru jednostek. Ponieważ wśród właścicieli statków w wielu brytyjskich portach działalność londyńskiego biura budziła kontrowersje i podejrzenia o faworyzowanie statków budowanych w stoczniach z okolic Londynu, powoływali oni podobne organizacje w swoich miastach. Z biegiem czasu te małe towarzystwa klasyfikacyjne łączyły się, a w roku 1834 doszło do połączenia dwóch największych towarzystw, co dało początek organizacji w obecnej postaci.
Lloyd’s Register of Shipping jest towarzystwem które wprowadziło znormalizowane pojęcie wolnej burty, a także jako pierwsze w świecie (1885) wydawało księgę zawierającą rejestr wszystkich statków na świecie o pojemności powyżej 100 RT. LR prowadziło także inspekcję samolotów, a ponadto zajmuje się np. nadzorem elektrowni jądrowych, obiektów inżynierii lądowej i morskiej, rurociągów naftowych, itp.
Lloyd’s Register of Shipping jest członkiem IACS.